# Fatehpur (Barabanki)
Fatehpur is een nagar panchayat (plaats) in het district Barabanki van de Indiase staat Uttar Pradesh. 

## Demografie
Volgens de Indiase volkstelling van 2001 wonen er 29.944 mensen in Fatehpur, waarvan 53% mannelijk en 47% vrouwelijk is. De plaats heeft een alfabetiseringsgraad van 52%. 